# Irene Daye
Irene Daye (* 17. Januar 1918 in Lawrence, Essex County, Massachusetts; † 1. November 1971 in Greenville, South Carolina als Irene Spivak) war eine US-amerikanische Jazzsängerin.

## Leben und Wirken
Irene Daye wurde 1918 als Tochter von Adam und Bella Daye in Lawrence, Massachusetts geboren. Noch bevor sie 1935 ihren Abschluss an der St. Patrick's High School machte, tourte sie bereits mit Jan Murphys Big Band durch die Lande; sie musste ihre Tournee unterbrechen und nach Hause fliegen, um ihr Abschlusszeugnis in Empfang zu nehmen. Irene Daye blieb zwei Jahre bei Jan Murphy und wechselte dann für einen kurzen Zeitraum zum Bandleader Mal Hallett. Im Mai 1938 begann sie ihr Engagement bei Gene Krupa, welches sie in der Jazzwelt bekannt machte und bis zum 17. Januar 1941 andauerte. Im Laufe der Zusammenarbeit mit Gene Krupa and His Orchestra spielte sie 63 Songs mit Krupas Band ein, darunter bekannte Stücke wie „Jeepers Creepers“, „Bolero at the Savoy“ und ihren wohl erfolgreichsten Song „Drum Boogie“.
Nach diesem Hit, kurz vor dem endgültigen Durchbruch von Krupas Band, entschloss sie sich, ihre Karriere im Alter von nur 23 Jahren zu beenden und heiratete den Trompeter Corky Cornelius. Damit überließ sie es ihrer Nachfolgerin in Krupas Band, Anita O’Day, mit dem Duett „Let Me Off Uptown“, welches O’Day zusammen mit dem farbigen Trompeter Roy Eldridge kurz darauf einspielte, in die Annalen der Jazzgeschichte einzugehen und Krupas Band schlagartig einem Millionenpublikum bekannt zu machen.
Am 14. Oktober 1943 brachte Daye eine Tochter, Corine, zur Welt. Tragischerweise starb ihr Ehemann Corky Cornelius im darauffolgenden Jahr, und so musste sich die alleinstehende Mutter wieder um ein Engagement bemühen: 1944 schloss sie sich der Band von Charlie Spivak an und ersetzte die Sängerin June Hutton, die zu den Pied Pipers gewechselt hatte. In den folgenden sechs Jahren spielte sie von Kritikern hochgelobte Stücke wie „Baby Won’t You Please Come Home“, „It’s been a Long, Long Time“ oder „I’ll Never Say Goodbye“ ein, allerdings blieb ihr bei Spivaks Band ein wirklich großer Hit versagt.
1950 heiratete sie den Bandleader Charlie Spivak und beendete ihre Gesangskarriere erneut. Fortan führte sie die Geschäfte ihres Mannes und seiner Band. In den späten 1950er Jahren zogen Irene und Charlie Spivak nach Miami, Florida, wo Spivak verschiedene Formationen leitete, die hauptsächlich in Las Vegas und Miami Auftritte hatten. Krankheitsbedingt musste sich ihr Mann 1963 vom Musikgeschäft zurückziehen.
Im Jahre 1967, nachdem Charlie Spivak wieder genesen war, gründete er erneut eine kleine Band, die regelmäßig im Ye Olde Fireplace Restaurant in Greenville, South Carolina spielte – mit Irene Daye als Sängerin. Das Ehepaar Spivak bezog nach einiger Zeit seinen Zweitwohnsitz in Greenville.
Irene Daye Spivak litt in den letzten Jahren ihres Lebens an einer Krebserkrankung, der sie am 1. November 1971 im William G. Sirrine Hospital in Greenville im Alter von 53 Jahren erlag.